# Tim Brand
Pour les articles homonymes, voir Brand.
Timothy Brand est un joueur australien de hockey sur gazon qui joue comme attaquant pour le club néerlandais Klein Zwitserland et l'équipe nationale australienne.
Brand est né aux Pays-Bas et a grandi à Chatswood.

## Carrière en club
Brand a déjà joué pour la NSW Pride dans le Championnat australien. Après les Jeux olympiques d'été de 2020, il a rejoint le club Klein Zwitserland en Championnat néerlandais.

## Carrière internationale
Il a fait ses débuts internationaux seniors en juin 2018, lors d'une série d'essais contre l'Allemagne.
En juin 2018, Brand a été sélectionné dans l'équipe nationale australienne pour le Champions Trophy 2018 à Bréda, aux Pays-Bas. L'équipe a remporté le tournoi, battant l'Inde 3–1 dans une tirs au but après que la finale se soit terminée par un match nul 1–1. Tim a été sélectionné dans l'équipe australienne de hockey masculin 2018 pour participer à la Coupe du monde, à Odisha du 28 au 16 décembre.